# 呂永基
呂永基（1978年—），2016年立法會選舉九龍東直選候選人，前社民連及民主黨成員。
他在2016年香港立法會選舉九龍東直選得1,393票落選。

## 簡歷
呂永基珠海書院第五十一屆(2001)新聞及傳播文學士畢業，新亞研究所第五十屆(2006年)哲學碩士畢業。
最早與大師兄黃逸旭、三師弟溫子眾是民主黨九龍東司徒華及胡志偉義工(1998-2004)，後跟隨陶君行成為社民連成員(2004-07)、政策副發言人(2007-08)。以社民連名義於2007年香港區議會選舉中競逐黃大仙區議會東頭選區議席失敗。後來重回民主黨，擔任地區發展主任。
2008年代表民主黨參加黃大仙區議會慈雲西選區補選落敗。其後成為民主黨的青年團「民主青年」第一屆常務委員(2010-12)及民主黨九龍東支部委員，2011年選舉時再次參選慈雲西選區以94票之差落選。據傳聞，呂永基於2012年因不滿胡志偉提出的政改方案及其政治主張，與胡志偉反目並離開九龍東支部，直至2016年正式退出民主黨。

## 社會服務
- 黃大仙區議會增選委員(2008-2012)
- 黃大仙北分區委員會委員